# Kristína Peláková
Kristína Peláková (n. 20 august 1987, Svidník, Prešovský kraj, Slovacia), cunoscută ca Kristina, este o cântăreață din Slovacia. A studiat muzica la Košice; primul ei single a fost lansat în 2007 iar primul album în 2008. Ea a câștigat finala selecției naționale slovace pentru Eurovision 2010 și și-a reprezentat țara cu melodia „Horehronie”. 